# Simon Aichner
Simon Aichner (Terento, 19 ottobre 1816 – Novacella, 1º novembre 1910) è stato un arcivescovo cattolico austriaco.

## Biografia
Simon Aichner era il primogenito di undici figli, nato a Terento, figlio di Georg Aichner, maestro del fabbro e Theresia Mayramgraben. Frequentò il liceo a Bolzano e studiò teologia al seminario di Bressanone. Il 2 agosto 1840 fu ordinato sacerdote a Bressanone. Dal 1840 al 1851 fu viceparroco a Stilves vicino a Vipiteno. Professore di diritto ecclesiastico dal 1854 e, dal 1861, rettore del seminario di Bressanone, nel 1884 fu nominato vescovo di Bressanone, diocesi che resse fino al 1904, quando fu nominato arcivescovo titolare di Teodosiopoli.
Pubblicò un compendio di diritto ecclesiastico in latino, che suscitò ammirazione non solo in Austria, ma anche all'estero, e contribuì molto alla sua successiva nomina alla sede episcopale. L'Università di Vienna lo nominò dottore in teologia nel 1865 per il suo lavoro. Nel 1879 ricevette il titolo di prelato della Casa Pontificia da papa Leone XIII, in riconoscimento dei suoi 25 anni come educatore del clero della diocesi, con il titolo di monsignore.
Con il titolo L'insegnante gentile furono pubblicate nel 1911 delle conferenze postume sull'apostolo Paolo, che aveva tenuto tra il 1856 e il 1860 in seminario.

## Opere
- Compendium iuris ecclesiastici (1862)

## Genealogia episcopale e successione apostolica
La genealogia episcopale è:
- Cardinale Scipione Rebiba
- Cardinale Giulio Antonio Santori
- Cardinale Girolamo Bernerio, O.P.
- Arcivescovo Galeazzo Sanvitale
- Cardinale Ludovico Ludovisi
- Cardinale Luigi Caetani
- Cardinale Ulderico Carpegna
- Cardinale Paluzzo Paluzzi Altieri degli Albertoni
- Papa Benedetto XIII
- Papa Benedetto XIV
- Papa Clemente XIII
- Cardinale Giovanni Battista Caprara Montecuccoli
- Vescovo Dionys von Rost
- Vescovo Karl Franz von Lodron
- Vescovo Bernhard Galura
- Vescovo Giovanni Nepomuceno de Tschiderer
- Cardinale Friedrich Johann Joseph Cölestin von Schwarzenberg
- Arcivescovo Franz de Paula Albert Eder, O.S.B.
- Vescovo Johannes von Leiss
- Arcivescovo Simon Aichner

La successione apostolica è:
- Vescovo Johann Zobl (1885)